# 密苏里河大瀑布
大瀑布（Great Falls）是美国蒙大拿州中北部密苏里河上游16公里间的五条瀑布，从上游到下游依次为：
- 黑鹰瀑布（26英尺5英寸或8.05）
- 科尔特瀑布（Colter Falls；6英尺7英寸或2.01）
- 彩虹瀑布（Rainbow Falls；44英尺6英寸或13.56）
- 弯曲瀑布（Crooked Falls；19英尺或5.79米）
- 大瀑布（Big Falls；87英尺或26.52米）

密苏里河大瀑布总共下降高度达612英尺（187），当刘易斯与克拉克远征队于1805年成为第一批看到瀑布的白人时，梅里韦瑟·刘易斯说这是他迄今为止在旅途中看到的最壮观的景象。
密苏里河的大瀑布出现于蒙大拿領地的徽章上，后来又在1893年被蒙大拿州州徽继承。